# Schizidium golovatchi
Schizidium golovatchi is een pissebed uit de familie Armadillidiidae. De wetenschappelijke naam van de soort is voor het eerst geldig gepubliceerd in 1988 door Helmut Schmalfuss.